# وانا یوگوا
وانا یوگوا (به لاتین: Vana-Jõgeva) یک روستا در استونی است که در دهستان یوگوا واقع شده‌است.